# Ján Kuboš
Ján Kuboš, (* 28. února 1966, Trstená) je slovenský římskokatolický kněz a od roku 2020 pomocný biskup ve spišské diecézi. Po smrti diecézního biskupa Štefana Sečku byl administrátorem spišské diecéze. Působí jako spišský pomocný biskup a generální vikář.